# Felipe Bulnes

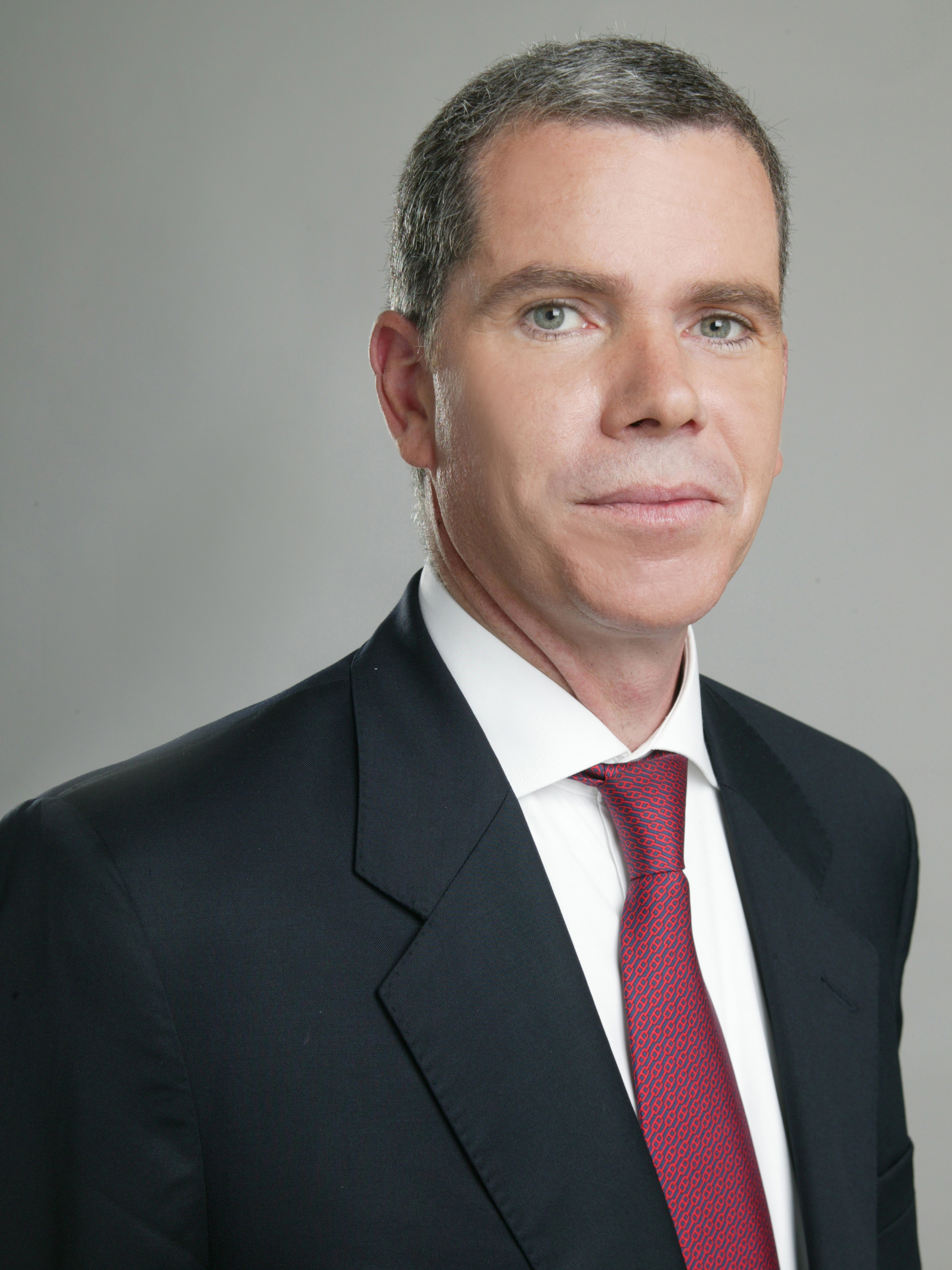
Felipe Bulnes Serrano

Felipe Bulnes Serrano (* 27. Mai 1969 in Santiago de Chile) ist ein chilenischer Rechtsanwalt und Politiker der rechtsliberalen Partei Renovación Nacional.
Bulnes studierte Rechtswissenschaft an der Harvard University und arbeitete nach seinem Abschluss als Berater der Rechtsanwaltskammer und war Mitglied der Anwaltskanzlei Bulnes, Pellegrini, Urrutia. Zudem war er als Professor an der Universidad Adolfo Ibáñez und der Päpstlichen Katholischen Universität von Chile tätig. Nach den Präsidentschaftswahlen in Chile 2009/2010 übernahm Bulnes im ersten Kabinett Piñera den Posten des Justizministers.
Wegen der anhaltenden Schüler- und Studentenproteste musste Bildungsminister Joaquín Lavín im Juli 2011 von seinem Amt zurücktreten. Bulnes wurde daraufhin neuer Bildungsminister. Die Proteste der Schüler und Studenten richten sich gegen das unsoziale Bildungssystem Chiles, das zum Großteil durch Studiengebühren finanziert wird und dazu führt, dass viele Studenten nach Abschluss ihres Studiums hoch verschuldet sind. Die Demonstranten fordern ein gerechtes, staatlich finanziertes Bildungssystem. Bulnes initiierte einen Verhandlungsprozess mit den Studenten, der jedoch schon nach kurzer Zeit abgebrochen wurde, weil die Regierung sich weigerte, über freie Bildung für alle Studenten zu diskutieren.
Am 29. Dezember 2011 trat Bulnes nach weniger als sechs Monaten vom Amt des Bildungsministers zurück. Offiziell wurden „persönliche Gründe“ als Rücktrittsgrund genannt, Beobachter vermuten jedoch, dass Bulnes enttäuscht von den engen Grenzen war, die ihm von Regierungsseite für die Verhandlungen mit den Studenten gesetzt worden waren. Bulnes' Nachfolger wurde Harald Beyer, der eine Bildungsreform ablehnte.
Anfang 2012 wurde Bulnes von Präsident Sebastián Piñera als chilenischer Botschafter in die Vereinigten Staaten entsandt. Im Frühjahr 2013 wurde er zusätzlich zum chilenischen Vertreter beim Internationalen Gerichtshof in Den Haag ernannt, wo das Klageverfahren Boliviens wegen der Grenzstreitigkeiten mit Chile anhängig war. Michelle Bachelet, die im März 2014 ihre zweite Präsidentschaft antrat, bestätigte Bulnes in der Funktion als chilenischer Verhandlungsführer in Den Haag. Als Botschafter in Washington wurde er im April 2014 abgelöst. Ende 2015 endete nach dem Spruch des Haager Tribunals auch seine Funktion beim Gerichtshof.